# Leptosynapta albicans
Leptosynapta albicans is een zeekomkommer uit de familie Synaptidae.
De wetenschappelijke naam van de soort werd in 1867 gepubliceerd door Emil Selenka.